# Chrysopogon leucodema
Chrysopogon leucodema är en tvåvingeart som beskrevs av Clements 1985. Chrysopogon leucodema ingår i släktet Chrysopogon och familjen rovflugor. Inga underarter finns listade i Catalogue of Life.